# Костешти (Молдавија)
Костешти је град у Ришканском рејону, у Молдавији. Костешти је и гранични прелаз између Молдавије и Румуније.